# Јован Пачу
Јован Пачу (Александрово крај Суботице, 17. марта 1847 — Загреб, 30. октобар 1902) био је српски композитор, лекар и пијаниста.

## Биографија
Још за време школовања у Суботици истакао се као надарен пијаниста, па је већ 1863. године свирао на јавном концерту. Паралелно са студијама медицине у Прагу (коју је студирао и у Пешти) учио је приватно код Беджиха Сметане.
Године 1866. наступио је на Омладинској скупштини у Новом Саду и од тада, уз лекарски позив, редовно је наступао. Свирао је у Бечу, Будимпешти, Кијеву (први српски пијаниста у царској Русији), Београду, Осијеку, Кикинди, Панчеву, Вршцу и многим местима Србије и Војводине.
Уз неизбежни салонски виртуозитет истицао се бриљантном техником, а на концертима је често изводио дела српских композитора, својих савременика, као и сопствене композиције и аранжмане народних мелодија. Иако се служио веома једноставном композицијском техником, та су дела - на народне теме или у народном духу - била толико омиљена да их је народ прихватио као своја (нпр. „Бранково коло“, настало поводом преноса костију Бранка Радичевића из Беча на Стражилово, 1883).
Пачуови концерти имали су велико патриотско значење, поготово у Угарској, где су се Срби борили за своја национална права. У његовим композицијама огледа се, уз романтичарски патриотски израз, и бидермајерски салонски стил бриљантно виртуозног карактера. Многе народне и градске мелодије хармонизовао је за збор и клавир, а написима о музици сарађивао је у више часописа и дневних листова („Даница”, „Јавор“, „Матица“).
Као лекар радио је у Великој Кикинди, Сомбору, Новом Саду, Загребу, Сарајеву, Кијеву.
Преминуо је 1902. године у Загребу, а по својој жељи сахрањен у Кикинди.

## Главна дела
- „Беседа за оркестар“, 1875.
- „Без тебе, драга“ (за клавир)
- „Бранково коло“
- „Chansonette serbe“ (за клавир)
- „Чуј, Душане“ (за клавир)
- „Коло“ за 2 клавира 8-ручно
- „Онамо, онамо“ (за клавир)
- „Праг је ово милог Српства“ (за клавир)
- „Српска молитва“ за хармонијум и 2 клавира
- „Српска рапсодија“ за 2 клавира 6-ручно, 1885.
- „Светосавска песма“ (за клавир)
- Музика за позоришну игру „Наши сељани“ (M. Поповић)